# Aedes brownscutumus
Aedes brownscutumus är en tvåvingeart som beskrevs av Dong, Zhou och Zhiming Dong 1999. Aedes brownscutumus ingår i släktet Aedes och familjen stickmyggor. Inga underarter finns listade i Catalogue of Life.